# Ack du min moder
Ack du min moder eller Fredmans epistel n:o 23, är en av Fredmans epistlar, skriven av Carl Michael Bellman. I sången uppträder Fredman ensam, liggande i rännstenen utanför krogen Kryp-In, i rollen av en lidande, bakfull Job och beklagar eländet över att vara född till denna värld. När krogen sedan öppnar och han kan få en sup, byts svärtan ut i ny livsglädje.
Även om sången lätt låter sig tolkas som enkel, burlesk realism med den stackars Fredman i rännstenen, är den också fylld med bibliska tonfall och allusioner. Första strofen är utformad efter mönster av Jobs klagan, t.ex. i Job 3:3-12, där Job beklagar dagen han föddes och att han inte avled i moderlivet. Bellman använde visserligen något modernare språk, men använder likväl även andra vändningar ur Bibeln.
I andra strofen sänks nivån, och Fredman börjar förbanna allt som var inblandat i hans avlelse, från sängen till modern, med undantag för hans far. I stället läggs mycket energi på hur denne bedrogs av moderns utseende, och hur hon i enlighet med gammal maskulin logik visserligen inte tog initiativ, men ändå var att beskylla när hon lockade fadern till sängs – eller blev Fredman möjligen gjord på ett bord?

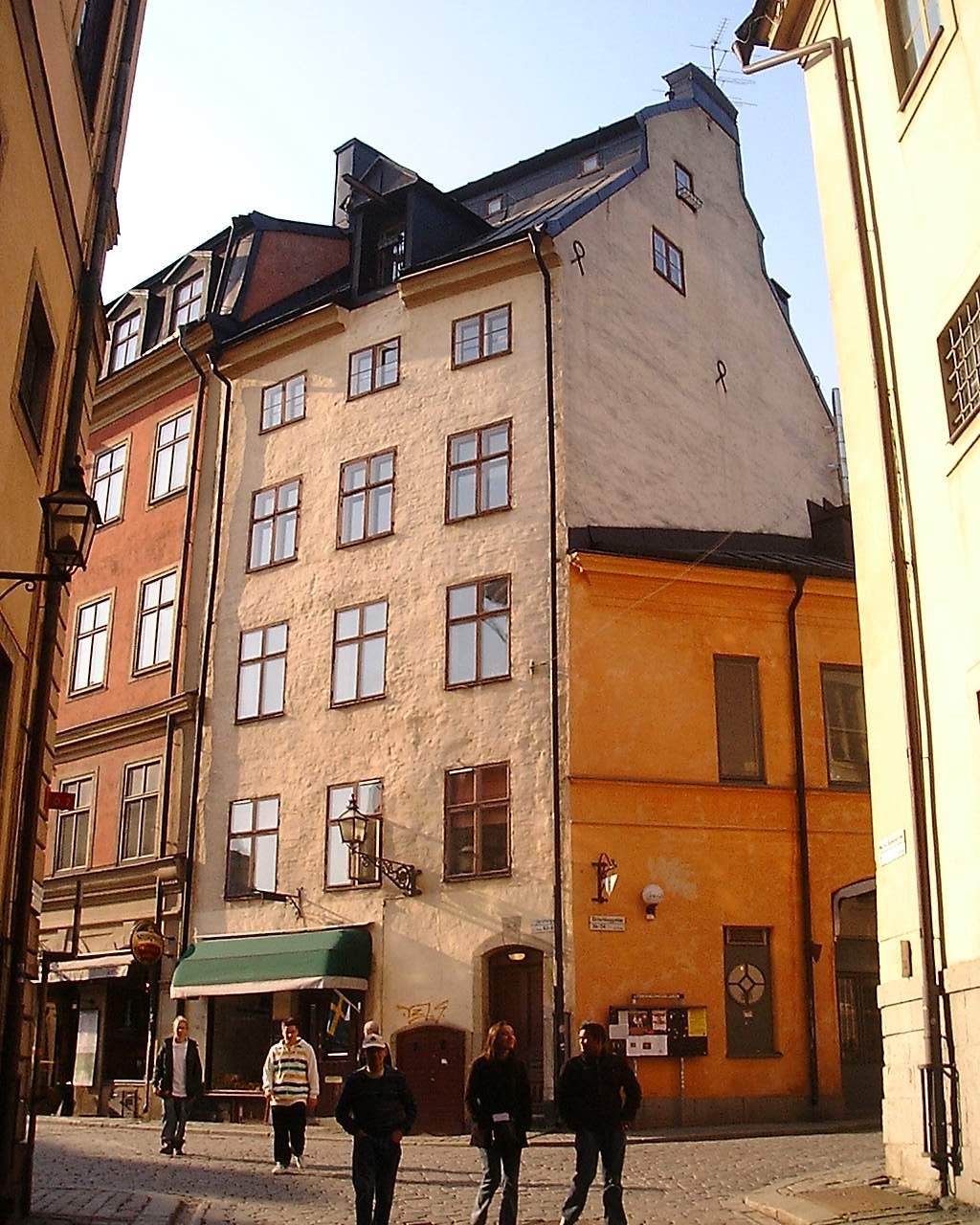
Krogen Kryp-In, Järntorget 85 i Stockholms gamla stan

I tredje och fjärde strofen beskriver Fredman först sin eländiga lekamen, med gamla usla paltor, och förfallen, utsliten kropp som knappt orkar sjunga om dryckenskapens fröjder. I femte strofen övergår han till att framföra en trosbekännelse till Bacchus. Återigen kan man lätt missa det religiösa perspektivet: det är inte fråga om "socialrealism", utan om en bekännelse av en syndare, vars drickande så sugit musten ur honom att han inte längre klarar av att sjunga vinets och kärlekens lov. Enda sättet att återfå krafterna är att dricka mer, varefter han åter kan uppfylla sin kallelse som vingudens apostel. Förfallet skildras i bibliska tonfall och lär ha gett goda tillfällen till komiska effekter vid framförandet.
I sjätte strofen vaknar staden åter, och Fredman sänker blicken från himlens stjärnor, via molnen och solens spel i kyrktornen, fram till trappan ner mot krogen, som nu äntligen öppnas. Det hela kan läsas helt realistiskt, men även som en bönuppfyllelse där Bacchus äntligen befriar sin tjänare från lidande. I den följande strofen återfår Fredman livsandan, han sveper in sig i sin mantel – "omgjordar sig", med ett uttryck som i bibeln används om diverse krigiska hjältar –, "smörjer sig" med brännvin och utstöter glada tillrop som vid supkalas, innan han återtar den tidigare förbannelsen av modern och uttrycker tacksamhet mot föräldrarna. I sista strofen återvänder han till vändningarna från andra strofen, men nu är det för att ge tingen sin välsignelse. Den här gången är dock fadern den främste mottagaren, innan han på slutet omvandlas till såväl supkamrat som "broder" i Bacchi församling.

## Tolkningar
Ack du min moder har bland annat tolkats av Fred Åkerström, vars grova bas fångar dramatiken och övergången från ångest till extas.